# 満洲国国務院

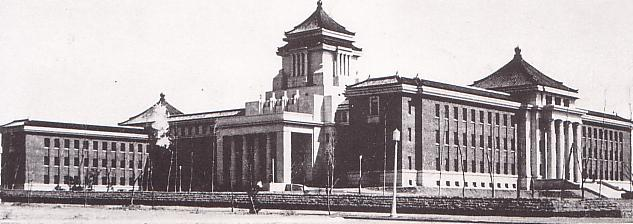
満洲国国務院

満洲国国務院（まんしゅうこくこくむいん）は、満洲国における行政機関。

## 概要
1934年の組織法で以下のことが規定された
- 諸般の行政権を掌理する規定（第27条）。
- （国務院に）国務総理大臣と各部大臣を置く規定（第28条）。
- 各部大臣は所管事務につき責任を負う規定（第29条）。
- 国務に関する詔書・法律・勅令に国務総理大臣や各部大臣が副署する規定（第31条）。

満洲国では議会である立法院が開院されなかったため、事実上国政の最高機関であった。体制上は国家元首である溥儀の直属の組織であったが、実際の国務院には関東軍から送り込まれた日本人が要職を押さえていたため、溥儀であっても自由にできない組織であった。

## 組織 - 1932年（大同元年）

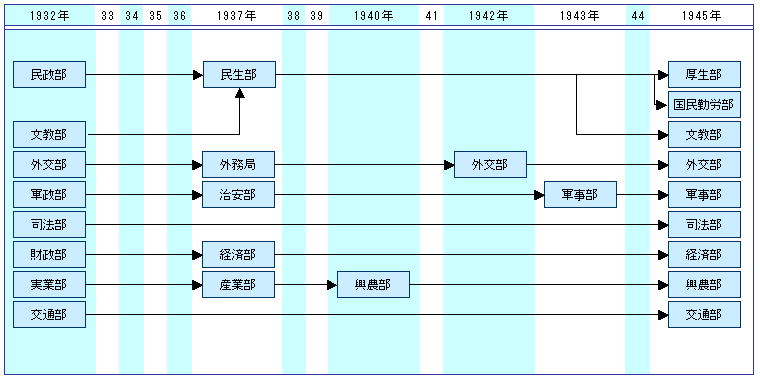
国務院各部の変遷

1932年（大同元年）の満洲国建国時、国務院は「国務総理」を頂点として、その下部組織として部を持っていた。各部の長は「総長」である。
満洲国建国当初の国務院の主要要人は下記のとおりである。
| 国務院総理 | 鄭孝胥 |  |            |            |
| 民政部総長 | 臧式毅 |  | 民政部次長 | 葆康       |
| 文教部総長 | 鄭孝胥 |  | 文教部次長 | 許汝棻     |
| 外交部総長 | 謝介石 |  | 外交部次長 | 大橋忠一   |
| 軍政部総長 | 馬占山 |  | 軍政部次長 | 王静修     |
| 司法部総長 | 馮涵清 |  | 司法部次長 | 古田正武   |
| 財政部総長 | 熙洽   |  | 財政部次長 | 孫其昌     |
| 実業部総長 | 張燕卿 |  | 実業部次長 | 高橋康順   |
| 交通部総長 | 丁鑑修 |  | 交通部次長 | 平井出貞三 |

次官級の官僚の一部には日本人が登用されており、実務担当にも相当数の日本人が登用されていた。また、人事権については関東軍司令官との協議を必須としていたため、国務院には関東軍の意向が大きく影響した。

## 組織 - 1934年（康徳元年）
1934年（康徳元年）に溥儀が皇帝に即位すると、各役職名は変更された。
- 国務院総理 → 国務総理大臣
- 総長 → 大臣

## 組織 - 1945年（康徳12年）
1945年（康徳12年）の日本の降伏によって満洲国は崩壊した。
それまで幾度か各部組織・名称の変更はあったが、満洲国解体（敗戦）時の国務院の主要要人は下記のとおりである。
| 国務総理大臣   | 張景恵 |  |                |          |
| 厚生部大臣     | 金名世 |  | 厚生部次長     | 関屋悌蔵 |
| 国民勤労部大臣 | 于鏡濤 |  | 国民勤労部次長 | 半田敏治 |
| 文教部大臣     | 盧元善 |  | 文教部次長     | 前野茂   |
| 外交部大臣     | 阮振鐸 |  | 外交部次長     | 下村信貞 |
| 軍事部大臣     | 邢士廉 |  | 軍事部次長     | 真井鶴吉 |
| 司法部大臣     | 閻伝紱 |  | 司法部次長     | 辻朔郎   |
| 経済部大臣     | 于静遠 |  | 経済部次長     | 青木実   |
| 興農部大臣     | 黄富俊 |  | 興農部次長     | 島崎庸一 |
| 交通部大臣     | 谷次亨 |  | 交通部次長     | 田倉八郎 |

## 庁舎
設計は国務院営繕需品局営繕処設計課の石井達郎が担当し、施工は大林組が行って1936年に竣工した。
解体後、吉林大学（旧白求恩医科大学）の校舎として利用され、一部“偽満洲国国務院”という名称で博物館として公開されている。（中華人民共和国政府は、満洲国を否定する立場から、満洲国の遺跡群の頭文字に「偽」を付記している。）現在は、旧国務院を含む満洲国行政府建物は「八大部」として、内外の観光客が長春市で外から眺めるべき名所になっている。その内、旧国務院の庁舎は吉林大学庁舎の一部になっている。